# Shanghai Masters 2015 - Qualificazioni singolare
Le qualificazioni del singolare dello Shanghai Masters 2015 sono state un torneo di tennis preliminare per accedere alla fase finale della manifestazione. I vincitori dell'ultimo turno sono entrati di diritto nel tabellone principale. In caso di ritiro di uno o più giocatori aventi diritto a questi sono subentrati i lucky loser, ossia i giocatori che hanno perso nell'ultimo turno ma che avevano una classifica più alta rispetto agli altri partecipanti che avevano comunque perso nel turno finale.

## Teste di serie
1. Donald Young (ultimo turno, Lucky loser)
2. Chung Hyeon (ultimo turno)
3. Simone Bolelli (qualificato)
4. Nicolas Mahut (ultimo turno)
5. Lucas Pouille (primo turno)
6. Albert Ramos Viñolas-Viñolas (qualificato)
7. Nikoloz Basilašvili (qualificato)

1. Andrej Kuznecov (qualificato)
2. Rajeev Ram (primo turno)
3. Lu Yen-hsun (qualificato)
4. Michael Berrer (ultimo turno)
5. Pierre-Hugues Herbert (ultimo turno, ritirato)
6. Gō Soeda (qualificato)
7. Austin Krajicek (ultimo turno)

## Qualificati
1. Andrej Kuznecov
2. Gō Soeda
3. Simone Bolelli
4. Lu Yen-hsun

1. Łukasz Kubot
2. Albert Ramos Viñolas
3. Nikoloz Basilašvili

### Lucky Loser
1. Donald Young

## Tabellone

### Legenda
| - Q = Qualificato - WC = Wild card - LL = Lucky loser | - ALT = Alternate - SE = Special Exempt - PR = Protected Ranking | - w/o = Walkover - r = Ritirato - d = Squalificato |

### Sezione 1
|  | Primo turno | Primo turno     | Primo turno  | Primo turno | Primo turno |  |  | Ultimo turno | Ultimo turno    | Ultimo turno    | Ultimo turno | Ultimo turno |  |
|  |             |                 |              |             |             |  |  |              |                 |                 |              |              |  |
|  | 1           | Donald Young    | Donald Young | 6           | 6           |  |  |              |                 |                 |              |              |  |
|  | WC          | Qiu Zhuoyang    | Qiu Zhuoyang | 4           | 0           |  |  | 1            | Donald Young    | Donald Young    | 3            | 1            |  |
|  | WC          | He Yecong       | 2            | 7           | 3r          |  |  | 8            | Andrej Kuznecov | Andrej Kuznecov | 6            | 6            |  |
|  | 8           | Andrej Kuznecov | 6            | 5           | 5           |  |  |              |                 |                 |              |              |  |

### Sezione 2
|  | Primo turno | Primo turno        | Primo turno        | Primo turno | Primo turno |  |  | Ultimo turno | Ultimo turno | Ultimo turno | Ultimo turno | Ultimo turno |  |
|  |             |                    |                    |             |             |  |  |              |              |              |              |              |  |
|  | 2           | Chung Hyeon        | Chung Hyeon        | 6           | 6           |  |  |              |              |              |              |              |  |
|  | Alt         | Tejmuraz Gabašvili | Tejmuraz Gabašvili | 3           | 2           |  |  | 2            | Chung Hyeon  | 6            | 5            | 3            |  |
|  | Alt         | Sun Fajing         | Sun Fajing         | 0           | 0           |  |  | 13           | Gō Soeda     | 0            | 7            | 6            |  |
|  | 13          | Gō Soeda           | Gō Soeda           | 6           | 6           |  |  |              |              |              |              |              |  |

### Sezione 3
|  | Primo turno | Primo turno       | Primo turno       | Primo turno | Primo turno |  |  | Ultimo turno | Ultimo turno      | Ultimo turno | Ultimo turno | Ultimo turno |  |
|  |             |                   |                   |             |             |  |  |              |                   |              |              |              |  |
|  | 3           | Simone Bolelli    | Simone Bolelli    | 6           | 6           |  |  |              |                   |              |              |              |  |
|  |             | Matteo Donati     | Matteo Donati     | 4           | 3           |  |  | 3            | Simone Bolelli    | 7            | 5            | 6            |  |
|  |             | Michał Przysiężny | Michał Przysiężny | 6           | 6           |  |  |              | Michał Przysiężny | 62           | 7            | 1            |  |
|  | 9           | Rajeev Ram        | Rajeev Ram        | 4           | 3           |  |  |              |                   |              |              |              |  |

### Sezione 4
|  | Primo turno | Primo turno        | Primo turno        | Primo turno | Primo turno |  |  | Ultimo turno | Ultimo turno  | Ultimo turno | Ultimo turno | Ultimo turno |  |
|  |             |                    |                    |             |             |  |  |              |               |              |              |              |  |
|  | 4           | Nicolas Mahut      | 64                 | 6           | 7           |  |  |              |               |              |              |              |  |
|  |             | Matthew Ebden      | 7                  | 3           | 5           |  |  | 4            | Nicolas Mahut | 7            | 2            | 0            |  |
|  |             | Yoshihito Nishioka | Yoshihito Nishioka | 1           | 0           |  |  | 10           | Lu Yen-hsun   | 63           | 6            | 6            |  |
|  | 10          | Lu Yen-hsun        | Lu Yen-hsun        | 6           | 6           |  |  |              |               |              |              |              |  |

### Sezione 5
|  | Primo turno | Primo turno           | Primo turno           | Primo turno | Primo turno |  |  | Ultimo turno | Ultimo turno          | Ultimo turno          | Ultimo turno          | Ultimo turno |  |
|  |             |                       |                       |             |             |  |  |              |                       |                       |                       |              |  |
|  | 5           | Lucas Pouille         | Lucas Pouille         | 4           | 4           |  |  |              |                       |                       |                       |              |  |
|  |             | Łukasz Kubot          | Łukasz Kubot          | 6           | 6           |  |  |              | Łukasz Kubot          | Łukasz Kubot          | Łukasz Kubot          | 1            |  |
|  |             | Jun Woong-sun         | Jun Woong-sun         | 3           | 2           |  |  | 12           | Pierre-Hugues Herbert | Pierre-Hugues Herbert | Pierre-Hugues Herbert | 2r           |  |
|  | 12          | Pierre-Hugues Herbert | Pierre-Hugues Herbert | 6           | 6           |  |  |              |                       |                       |                       |              |  |

### Sezione 6
|  | Primo turno | Primo turno          | Primo turno          | Primo turno | Primo turno |  |  | Ultimo turno | Ultimo turno         | Ultimo turno         | Ultimo turno | Ultimo turno |  |
|  |             |                      |                      |             |             |  |  |              |                      |                      |              |              |  |
|  | 6           | Albert Ramos Viñolas | Albert Ramos Viñolas | 6           | 6           |  |  |              |                      |                      |              |              |  |
|  | WC          | Zhang Zhizhen        | Zhang Zhizhen        | 4           | 3           |  |  | 6            | Albert Ramos Viñolas | Albert Ramos Viñolas | 6            | 7            |  |
|  | WC          | Gong Maoxin          | Gong Maoxin          | 63          | 0           |  |  | 11           | Michael Berrer       | Michael Berrer       | 4            | 64           |  |
|  | 11          | Michael Berrer       | Michael Berrer       | 7           | 6           |  |  |              |                      |                      |              |              |  |

### Sezione 7
|  | Primo turno | Primo turno         | Primo turno         | Primo turno | Primo turno |  |  | Ultimo turno | Ultimo turno        | Ultimo turno        | Ultimo turno | Ultimo turno |  |
|  |             |                     |                     |             |             |  |  |              |                     |                     |              |              |  |
|  | 7           | Nikoloz Basilašvili | Nikoloz Basilašvili | 6           | 6           |  |  |              |                     |                     |              |              |  |
|  |             | Shuichi Sekiguchi   | Shuichi Sekiguchi   | 4           | 2           |  |  | 7            | Nikoloz Basilašvili | Nikoloz Basilašvili | 6            | 7            |  |
|  | Alt         | Danai Udomchoke     | Danai Udomchoke     | 2           | 1           |  |  | 14           | Austin Krajicek     | Austin Krajicek     | 3            | 6            |  |
|  | 14          | Austin Krajicek     | Austin Krajicek     | 6           | 6           |  |  |              |                     |                     |              |              |  |